# 戴維斯城 (愛荷華州)
戴維斯城（英語：Davis City）是一個位於美國愛荷華州第開特縣的城市。

## 地理
戴維斯城的座標為40°38′22″N 93°48′44″W / 40.63944°N 93.81222°W，而該地的平均海拔高度為286米（即938英尺）。

## 人口
根據2010年美國人口普查的數據，戴維斯城的面積為1.53平方千米，當中陸地面積為1.53平方千米，而水域面積為0.00平方千米。當地共有人口204人，而人口密度為每平方千米133人。